# Lajuk-Lajuk
Das Lajuk-Lajuk, auch Lajoek-Lajoek genannt, ist je nach Ausführung ein Schwert oder Messer aus Sumatra.

## Beschreibung
Das Lajuk-Lajuk hat eine gerade, einschneidige Klinge. Die Klinge wird vom Heft zum Ort breiter und läuft anschließend fast gleich breit zum Ort. Die Klinge hat weder Hohlschliff noch Mittelgrat. Der Ort ist schräg abgeschnitten, wobei der Klingenrücken länger als die Schneide ist. Das Heft besteht aus Holz oder Horn, hat kein Parier und ist im Knaufbereich zur Schneidenseite hin umgebogen. Der Knauf ist abgerundet. Die Scheiden bestehen aus Holz oder Horn und sind im Ortbereichsende gerade gearbeitet. Sie sind zweiteilig und zur besseren Befestigung mit Rattanschnüren umwickelt. Der Scheidenmund ist verbreitert gearbeitet und auf der Schneidenseite leicht überhängend. Das Lajuk-Lajuk wird von Ethnien aus Sumatra benutzt.